# Garyops
Garyops es un género de arácnido del orden Pseudoscorpionida de la familia Sternophoridae.

## Especies
Las siguientes cuatro especies pertenecen a este género:
- Garyops centralis Beier, 1953 — El Salvador
- Garyops depressus Banks, 1909 — Florida, República Dominicana
- Garyops ferrisi J.C. Chamberlin, 1932 — México
- Garyops sini J.C. Chamberlin, 1923 — México